# Terelle
Terelle là một đô thị ở tỉnh Frosinone trong vùng Lazio, có vị trí cách khoảng 110 km về phía đông nam của Roma và khoảng 35 km về phía đông của Frosinone. Tại thời điểm ngày 31 tháng 12 năm 2004, đô thị này có dân số 570 người và diện tích là 31,7 km².
Terelle giáp các đô thị: Atina, Belmonte Castello, Casalattico, Cassino, Colle San Magno, Piedimonte San Germano, Sant'Elia Fiumerapido, Villa Santa Lucia.